# یوشیه کاساجیما
یوشیه کاواجیما (انگلیسی: Kasajima Yoshie؛ زادهٔ ۱۲ مهٔ ۱۹۷۵) بازیکن فوتبال است که در تیم ملی فوتبال زنان ژاپن بازی کرده‌است.